# Kasapreko
 (juin 2025).
Kasapreko Company Limited (KCL) est un fabricant et producteur indigène ghanéen certifié ISO 22000:2005 de boissons alcoolisées et non alcoolisées. Alomo Bitters (en), une boisson alcoolisée à base de plantes, est le produit phare de KCL.0537161294. Kasapreko était 6ème selon le classement Ghana Club 100 (en) de 2012. En 2017, KCL a été récompensée comme la meilleure entreprise ghanéenne dans le secteur compétitif des boissons par l'Association des industries du Ghana (en).

## Histoire
Kaspreko a été lancé en 1989 par le Dr Kwabena Adjei, un homme d'affaires ghanéen à Nungua dans la région du Grand Accra au Ghana, pour fournir des boissons de qualité et abordables aux Ghanéens,.

## Marques
Les principales marques de KCL comprennent :

### Alcoolique
1. Alomo Bitters (en)[4]
2. Amers du Kalahari[5]
3. Désinfectant pour les mains[6].

### Sans alcool
1. Boisson énergisante Storm[7]
2. Eau potable éveillée[8]
3. Boissons royales
4. 10/10
5. Veraldo
6. Multifruits 5 étoiles
7. Boissons Puma
8. Boisson au jus de kiki

## Antibiotiques
En 2020, l'entreprise a décidé de se lancer dans la production de masse de désinfectants pour les mains à base d'alcool pour lutter contre le nouveau coronavirus en raison d'une pénurie sur le marché,.

## Récompenses
Kasapreko a remporté le prix de la meilleure entreprise de boissons alcoolisées de l'année aux West Africa Business Excellence Awards (WABEA) 2019. En 2020, l'entreprise était l'une des douze entreprises à avoir remporté des prix honorifiques lors de la neuvième édition des Ghana Industry and Quality Awards de l'Association des industries du Ghana (en)(AGI).

## Accords d'ambassadeurs attribués
Le 24 juillet 2018, la société a attribué à l'une des stars de cinéma influentes du Ghana , Nana Ama Mcbrown, le contrat d'ambassadrice pour promouvoir son produit Royal Drinks. Les produits Royal comprennent Royal Apple, Royal Orange, Royal Cola, Royal Honey Bee, Royal Lemon Splash.
Diana Hamilton a également été dévoilée comme nouvelle ambassadrice de la marque Awake Purified Drinking Water. L'accord de partenariat signé verrait le musicien primé au Gospel promouvoir le produit auprès des consommateurs des entreprises.
En septembre 2017, le hitmaker « Kakai », Shatta Wale, a été dévoilé par le KCL comme ambassadeur de la marque Storm Energy Drink, dans une atmosphère palpitante au Centre commercial Achimota (en) . Le dévoilement a vu un grand nombre de fans venir profiter de l'occasion, car il s'agissait de l'une des nombreuses étapes importantes pour l'entreprise. Lors de l'inauguration, l'ambassadeur désigné a déclaré : « Je veux que les Ghanéens soient fiers des produits du pays. J'ai accepté la boisson énergisante Storm parce qu'elle est fabriquée au Ghana. J'aimerais que les Ghanéens apprécient la boisson et les produits Kasapreko même lorsqu'ils sont à l'étranger », a-t-il ajouté. Le 19 juillet 2023, la KCL a accordé un renouvellement de contrat à Charlies Nii Armah, plus connu sous le nom de Shatta Wale, en tant qu'ambassadeur de la marque Storm Energy Drink,.